# Василиу-Рэшкану, Константин
Константин Василиу-Рэшкану (рум. Constantin Vasiliu-Răşcanu; 5 сентября 1887, Бырлад — 19 марта 1980, Бухарест) — румынский военный деятель, генерал-лейтенант.

## Биография
Родился 5 сентября 1887 года в Бырладе.  1 июля 1908 года окончил Военно-пехотное и кавалерийское военное училище в Бухаресте и в звании – младший лейтенант направлен для прохождения службы в Румынской Армии.
Участвовал в сражениях Первой мировой войны и командовал подразделениями пехоты, войну закончил в звании майор.
В начале 2-й мировой войны возглавлял военную полицию. В 1941 году начальник департамента военных пополнений. В 1941—1942 годах директор департамента пехоты. В 1942 году командовал 1-й смешанной горной бригадой. В составе горного корпуса 3-й румынской армии в оперативном подчинении 11-й немецкой армии Э. фон Манштейна она действовала в Крыму, после переформирования бригад в дивизии 15 марта 1942 года в 1942—1943 годах командовал 1-й горнострелковой дивизией.
Монархист, выступал с критикой политики Иона Антонеску. В 1943 году отстранен от командования и зачислен в резерв. В 1944 году назначен командующим 5-м территориальным округом. 14 июня 1944 года включен в созданный на совещании коммунистов и представителей антигермански настроенных дворцовых кругов Военный комитет по подготовке вооруженного восстания. В 1945—1946 годах занимал пост военного министра. После падения монархии в 1948 году уволен в отставку.
Умер 19 марта 1980 года в Бухаресте.

## Награды
- Герой Социалистического труда Румынии (04.05.1971)[1][2];
- Орден «23 августа» 1-й и 2-й степени[1];
- Орден «Защита Отечества» 1-й, 2-й и 3-й степени[1];
- Орден Тудора Владимиреску 1-й степени[1];
- Командор Ордена Звезды Румынии[1];
- Офицер Ордена Звезды Румынии (09.05.1941)[3];
- Кавалер Большого Офицерского Креста Ордена Короны Румынии (12.05.1945)[4];
- Орден Михая Храброго 3-й степени (22.11.1944)[1][5].;
- Орден Суворова 1-й степени (СССР - 09.08.1945) [6]